# Šmoulová zmrzlina

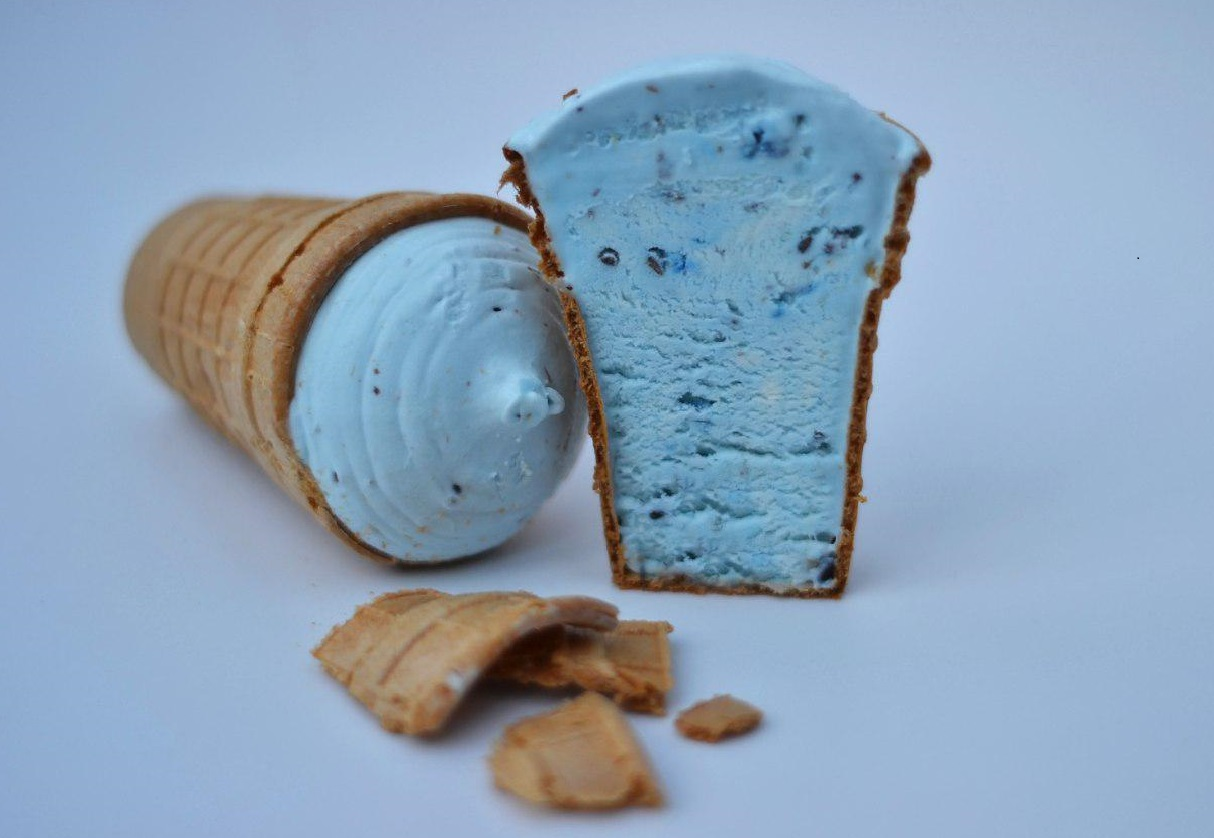
Šmoulová zmrzlina v kornoutu

Šmoulová zmrzlina je druh zmrzliny modré barvy, obvykle na smetanovém základě. Její název je odvozen Šmoulů, modrých skřítků z pohádek belgického malíře Peya. Příchuť šmoulové zmrzliny se u každého výrobce liší, může být například ovocná, s příchutí cukrové vaty nebo s příchutí žvýkačky. Modrou barvu zmrzlině dodávají syntetická barviva (například brilantní modř), případně přírodní barviva (například řasa spirulina).
V Evropě je tento druh zmrzliny znám pod názvem šmoulová zmrzlina, v USA je podávána pod názvem blue moon a je populární především v oblasti Středozápadu a Velkých jezer.